# Tui Lau
Tui Lau es un título fiyiano, creado en la era de Enele Ma'afu y sus conquistas.  

## Reseña histórica
Ma'afu fue rechazado como príncipe tongano por su primo, el rey George Tupou I. Como el Clan Vuanirewa de las Islas Lau consideraba a Ma'afu como propio, lo nombraron, el primer Tui Lau. 

## Creación
El título de Tui Lau fue creado por el Clan Vuanirewa de Lakeba.

## Historia reciente
No ha habido instalación desde la época de Ratu Sir Kamisese Mara. Los candidatos actuales para el título incluyen a su hijo mayor vivo, Ratu Finau Mara. 

## Titulares
| Tui Lau                                                    | Reinado   |
| Enele Ma'afu (1816-1881)                                   | 1869-1881 |
| Ratu Sir Josefa Lalabalavu Vana'ali'ali Sukuna (1888-1958) | 1938-1958 |
| Ratu Sir Kamisese Mara (1920–2004)                         | 1963–2004 |